# Rösti

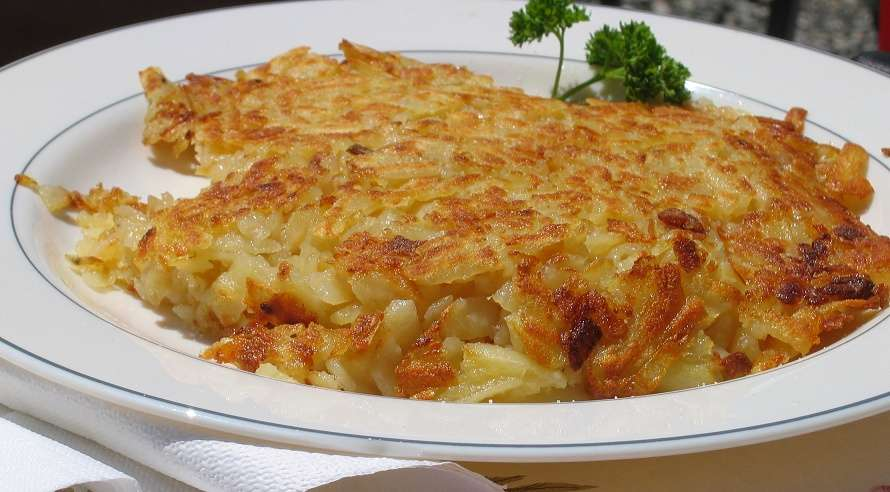
Rösti.

Rösti är en potatisrätt med ursprung i den tysktalande delen av Schweiz där den mestadels serveras som tillbehör till kötträtter, exempelvis med stekt kalvkorv (kalbsbratwurst) eller strimlat kött (geschnetzeltes).

## Beskrivning
Olika varianter av rösti förekommer, beroende på var i Schweiz den tillagas. I Zürich äts den tillsammans med kalv och champinjoner. Framförallt tidigare förekom den även till frukost, då i huvudsak i kantonen Bern.
Rösti kan framställas på flera sätt, men vanligtvis består den av riven rå eller kokt potatis som formas till centimetertjocka bullar eller plättar. Utmärkande är att inget bindemedel, utöver den stärkelse som redan finns i potatisen, används. Rösti steks i smör eller friteras i olja. Ibland smaksätts de med exempelvis ost, bacon, gul lök, morötter eller örtkryddor.
I frysdisken i svenska livsmedelsbutiker finns produkter som kallas rösti.